# Wilhelm Guttmann
Wilhelm Guttmann (* 1. Januar 1886 in Berlin; † 24. April 1941 in Berlin) war ein deutscher Opernsänger (Bass-Bariton) und Komponist.

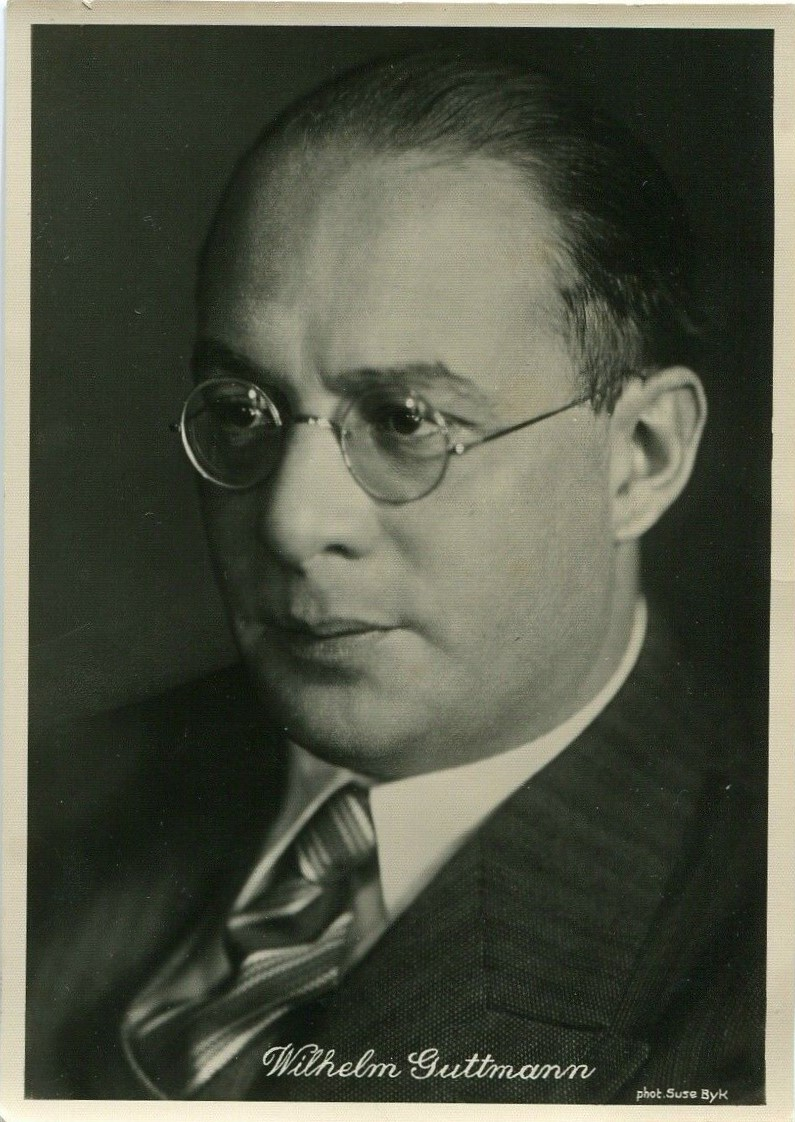
Porträtfoto Wilhelm Guttmann von Suse Byk.

## Leben
Nach Absolvierung des Joachimsthalschen Gymnasiums studierte er ab 1903 an der Hochschule für Musik in Berlin (bei Max Bruch und Paul Juon), später war er Gesangsschüler bei Charles W. Graeff. 1906 besuchte er als Schüler die Meisterklasse von Engelbert Humperdinck. 1912 debütierte er als Konzertsänger in Berlin, trat aber auch in Hamburg und Köln auf. 1914 bis 1918 nahm er am Ersten Weltkrieg teil. Danach wechselte er als Bariton (unter dem Pseudonym Hans Roland) ins Opernfach. 1920 bis 1926 wirkte er an den Händelfestspielen in Göttingen mit (u. a. als Garibald in der Oper Rodelinda). Ab 1922 war er als Opernsänger an der Großen Volksoper in Berlin, ab 1925 an der Städtischen Oper in Berlin engagiert. Außerdem gab er Gastspiele in Zagreb, Belgrad und Hamburg. Daneben betätigte er sich ab 1926 als Lehrer an der Akademie für Kirchenmusik in Berlin. 1934 wurde er aus rassistischen Gründen aus dem Engagement entlassen. In den folgenden Jahren beteiligte er sich an Opern- und Konzertaufführungen des Jüdischen Kulturbundes in Berlin. Er erlitt auf der Bühne des Kulturbundes während eines Liederabend-Auftritts einen Schlaganfall, nachdem er stundenlang von der Gestapo verhört worden war, und starb im Jüdischen Krankenhaus.
Seit 1919 war er mit Eva Troplowitz verheiratet; die gemeinsame Tochter Stefanie kam am 5. September 1925 zur Welt. Seine letzte Ruhestätte fand er auf dem Südwestkirchhof Stahnsdorf.
Wilhelm Guttmann spielte seine ersten Platten als Mitglied des Berliner Vokal-Quartetts (ferner bestehend aus Rose Walter, Therese Bardas und Roland Hell) für Homokord (Berlin 1922) ein, danach folgten vier Opernarien für Odeon (Berlin 1923). 1927–28 sang er für Grammophon das Basssolo in Beethovens Missa Solemnis unter Bruno Kittel, 1928 das Basssolo in der 9. Symphonie von Beethoven, ebenfalls für Grammophon. Seine letzte Aufnahme entstand 1932 für Ultraphon (Querschnitt durch Carmen).

## Kompositionen
- 1905: Violinkonzert (Streichquartett)
- 1905: Marie Duchatel (Chorballade)
- 1914: Die Traumprinzess (Oper)

## Theater
- 1922: Ludwig van Beethoven: Fidelio (Minister Don Fernando) – Regie: Alexander d’Arnals (Große Volksoper Berlin)
- 1922: Richard Wagner: Lohengrin (Heerrufer) – Regie: Alexander d’Arnals (Große Volksoper Berlin)
- 1922: Carl Maria von Weber: Der Freischütz (Ottokar) – Regie: Alexander d’Arnals (Große Volksoper Berlin)
- 1922: Camille Saint-Saëns: Samson et Dalila (Abimélech) – Regie: Alexander d’Arnals (Große Volksoper Berlin)
- 1923: Georg Friedrich Händel: Julius Caesar (Caesar) – Regie: Hugo Strelitzer (Große Volksoper Berlin)
- 1923: Ermanno Wolf-Ferrari: Der Schmuck der Madonna (Rafaele) – Regie: Alexander d’Arnals (Große Volksoper Berlin)
- 1923: Richard Wagner: Tristan und Isolde (Melot) – Regie: ? (Große Volksoper Berlin)
- 1923: Nikolai Rimski-Korsakow: Die Zarenbraut (Grigori Grigorjewitsch Grjasnoi) – Regie: Alexander d’Arnals (Große Volksoper Berlin)
- 1924: Wolfgang Amadeus Mozart: Don Giovanni (Don Giovanni) – Regie: Hans Strobach (Große Volksoper Berlin)
- 1924: Modest Mussorgski: Boris Godunow – Regie: Alexander d’Arnals (Große Volksoper Berlin)
- 1924: Georg Friedrich Händel: Rodelinda (Hertarich) – Regie: Hans Strohbach (Große Volksoper Berlin)
- 1924: Gaetano Donizetti: Don Pasquale (Malatesta) – Regie: Alexander d’Arnals (Große Volksoper Berlin)
- 1924: Daniel-François-Esprit Auber: Fra Diavolo – Regie: Hugo Strelitzer (Große Volksoper Berlin)
- 1924: Giuseppe Verdi: Ein Maskenball (René) – Regie: Alexander d’Arnals (Große Volksoper Berlin)
- 1924: Georges Bizet: Carmen (Dancaïro) – Regie: ? (Große Volksoper Berlin)
- 1925: Albert Lortzing: Der Wildschütz – Regie: Kurt Goritz (Große Volksoper Berlin)
- 1925: Hans Gál: Die heilige Ente – Regie: Heinz Tietjen (Städtische Oper Berlin)
- 1926: Jacques Offenbach: Hoffmanns Erzählungen (mehrere Rollen) – Regie: Georg Pauly (Städtische Oper Berlin)
- 1926: Wolfgang Amadeus Mozart: Così fan tutte (Guglielmo) – Regie: Josef Geis (Städtische Oper Berlin)
- 1926: Otto Nicolai: Die lustigen Weiber von Windsor (Fluth) – Regie: Bruno Walter (Städtische Oper Berlin)
- 1926: Georg Friedrich Händel: Otto und Theophano (Otto II.) – Regie: Fritz Zweig (Städtische Oper Berlin)
- 1926: Giacomo Puccini: Die Bohème (Marcello) – Regie: Georg Pauly (Städtische Oper Berlin)
- 1926: Wolfgang Amadeus Mozart: Die Entführung aus dem Serail – Regie: Bruno Walter (Städtische Oper Berlin)
- 1926: Pjotr Tschaikowski: Pique Dame – Regie: Heinz Tietjen (Städtische Oper Berlin)
- 1927: Giuseppe Verdi: Der Troubadour (Graf Luna) – Regie: ? (Städtische Oper Berlin)
- 1927: Aimé Maillart: Das Glöckchen des Eremiten (Bel Amy) – Regie: Georg Pauly (Städtische Oper Berlin)
- 1927: Gioachino Rossini: Der Barbier von Sevilla – Regie: ? (Städtische Oper Berlin)
- 1927: Igor Strawinsky: Nachtigall (Kaiser) – Regie: ? (Städtische Oper Berlin)
- 1928: Ermanno Wolf-Ferrari: Die neugierigen Frauen (Pantalone) – Regie: Karl Holy (Städtische Oper Berlin)
- 1928: Georg Friedrich Händel: Ezio (Ezio) – Regie: Hanns Niedecken-Gebhard (Städtische Oper Berlin)
- 1928: Wolfgang Amadeus Mozart: Die Hochzeit des Figaro – Regie: Karlheinz Martin (Städtische Oper Berlin)
- 1928: Giuseppe Verdi: Don Carlos (Marquis von Posa) – Regie: Walther Brügmann (Städtische Oper Berlin)
- 1929: Albert Lortzing: Der Wildschütz (Baculus) – Regie: Wolfram Humperdinck (Städtische Oper Berlin)
- 1929: Giacomo Puccini: Madame Butterfly (Konsul Sharpless) – Regie: Karl Holy (Städtische Oper Berlin)
- 1929: Eugen d’Albert: Die schwarze Orchidee (Polizeidirektor) – Regie: Issay Dobrowen (Städtische Oper Berlin)
- 1930: Umberto Giordano: Fedora – Regie: Otto Krauß (Städtische Oper Berlin)
- 1930: Emil Nikolaus von Reznicek: Spiel oder Ermst – Regie: Karl Holy (Staatsoper Unter den Linden Berlin)

## Dokumente
- Briefwechsel mit dem Musikverlag C.F.Peters Leipzig im Sächsischen Staatsarchiv Leipzig.